# スーザン・ノーレン・ホークセマ
スーザン・ノーレン・ホークセマ（Susan Nolen-Hoeksema)、1959年5月22日 – 2013年1月2日）は、イェール大学の心理学教授で、哲学博士。イェール大学から文学士（心理学）、ペンシルベニア大学から哲学博士（臨床心理学）を授与される。研究は男性に比して女性のうつ病の有病率の高さと、うつ病に及ぼす反芻思考の影響を中心に多くの業績をあげてきている。彼女は査読付きの学術雑誌の掲載論文に加え、学術書、教科書、ならびに一般読者向けの著書を含め、12冊の著書を出版している。また、彼女はアメリカ心理学会（APA）からデビット・シェイコウ・アーリーキャリア・アワード、APAの心理学の女性委員会からリーダーシップ・アワード、米国国立精神衛生研究所からリサーチ・キャリア・アワードなど、3つの主要な教育賞と研究賞などを受賞している。
アメリカ心理学会公式サイト所収の人名録によれば、「世界中で最も広く、かつ長く使用されている心理学入門書」と評され、これまでフランス語、ドイツ語、ヘブライ語、イタリア語、ポルトガル語、スペイン語、中国語、日本語等に翻訳されてきた『ヒルガードの心理学』(“Hilgard's Introduction to Psychology”) には、1993年（第11版）から健康心理学と臨床心理学の改訂のため執筆陣に加わり（第14版からは『ヒルガード（とアトキンソン）の心理学』）、第15版（2009年）からは筆頭執筆者となり、第16版執筆中の2013年1月に53歳で亡くなったが、第16版はスーザン・ノーレン・ホークセマ教授を筆頭執筆者として出版され、前評判通りさらに洗練された世界一の教科書になっている。本書の第13版〜第16版はスーザン・ノーレン・ホークセマ教授と親交の深かった内田一成（上越教育大学大学院教授）の監訳により日本語版も刊行されている。